# Samsung Town
Samsung Town (en coreano: 삼성타운) es un complejo de oficinas ubicado principalmente en el distrito de Seocho de la ciudad de Seúl, Corea del Sur. Sirve como centro de oficina de las subsidiarias de tecnologías de la información y electrónica de la corporación multinacional Samsung.
Samsung Electronics, Samsung C&T, y Samsung Life Insurance han construido tres edificaciones de 44, 34 y 32 pisos respectivamente. Samsung Town fue diseñada por Kohn Pedersen Fox. Samsung Electronics y Samsung C&T ya han comenzado a trasladarse a los edificios mientras que Samsung Life Insurance está arrendando su edificio a Samsung Electronics y otras filiales.
Samsung Town está hermanada con Disneyland Paris y Sony World (Tokio, Japón). Esta hermandad es solo simbólica y no tiene significado legal.